# Salvo Montalbano
Pour les articles homonymes, voir Montalbano.

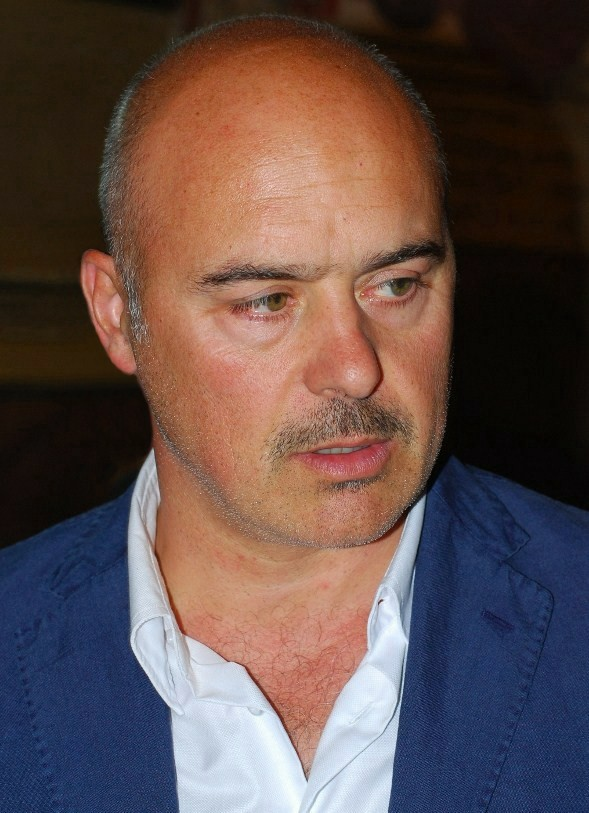
Luca Zingaretti incarne le commissaire Salvo Montalbano dans la série télévisée Commissaire Montalbano.

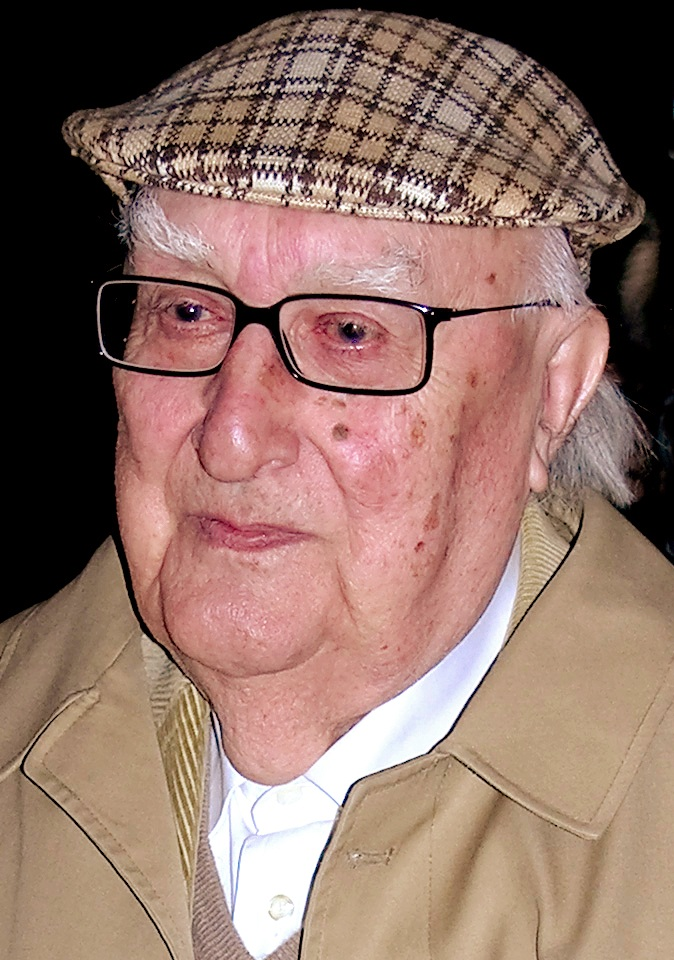
Andrea Camilleri, créateur de Salvo Montalbano, photographié en 2010.

Salvo Montalbano est un personnage de fiction, protagoniste et héros de 30 romans policiers et 5 recueils de nouvelles d'Andrea Camilleri, publiés entre 1994 et 2022, commissaire de police de la bourgade (fictive) de Vigata (en fait Porto Empedocle), en Sicile. 
Il s'exprime dans un mélange d'italien et de sicilien, inimitable (par exemple, il se présente en disant en italien Montalbano sono, litt. Montalbano, je suis, en mettant le verbe être à la fin de la phrase comme en syntaxe sicilienne). Ses colères, sa boulimie, son amour contrarié avec la Génoise Livia, ses enquêtes sur la mafia et sur les faits sociaux siciliens (drogue, réfugiés, appels d'offres truqués...) ont conquis le public italien. Le héros tirerait son nom de celui de l'auteur espagnol Manuel Vázquez Montalbán, dont Camilleri appréciait le personnage de Pepe Carvalho.

## SérieCommissaire Montalbano
- La Forme de l'eau, Fleuve noir, 1998 ((it) La forma dell'acqua, Sellerio, 1994), trad. Serge QuadruppaniPrix Mystère de la critique 1999
- Chien de faïence, Fleuve noir, 1999 ((it) Il cane di terracotta, Sellerio, 1996), trad. Serge Quadruppani
- Le Voleur de goûter, Fleuve noir, 2000 ((it) Il ladro di merendine, Sellerio, 1996), trad. Serge Quadruppani
- La Voix du violon, Fleuve noir, 2001 ((it) La voce del violino, Sellerio, 1997), trad. Serge Quadruppani
- Un mois avec Montalbano, Fleuve noir, 1999 ((it) Un mese con Montalbano, Mondadori, 1998), recueil de nouvelles, trad. Serge Quadruppani
- La Démission de Montalbano, Fleuve noir, 2001 ((it) Gli arancini di Montalbano, Mondadori, 1999), recueil de nouvelles, trad. Catherine Sine, Serge Quadruppani et Maruzzia Loria
- L'Excursion à Tindari, Fleuve noir, 2002 ((it) La gita a Tindari, Sellerio, 2000), trad. Serge Quadruppani
- L'Odeur de la nuit, Fleuve noir, 2003 ((it) L'odore della notte, Sellerio, 2001), trad. Serge Quadruppani
- La Peur de Montalbano, Fleuve noir, 2003 ((it) La paura di Montalbano, Mondadori, 2002), recueil de nouvelles, trad. Serge Quadruppani et Maruzzia Loria
- Le Tour de la bouée, Fleuve noir, 2005 ((it) Il giro di boa, Sellerio, 2003), trad. Serge Quadruppani
- La Patience de l'araignée, Fleuve noir, 2006 ((it) La pazienza del ragno, Sellerio, 2004), trad. Serge Quadruppani et Maruzzia Loria
- La Première Enquête de Montalbano, Fleuve noir, 2006 ((it) La prima indagine di Montalbano, Mondadori, 2004), recueil de nouvelles, trad. Serge Quadruppani
- La Lune de papier, Fleuve noir, 2008 ((it) La luna di carta, Sellerio, 2005), trad. Serge Quadruppani et Maruzzia Loria
- Un été ardent, Fleuve noir, 2008 ((it) La vampa d'agosto, Sellerio, 2006), trad. Serge Quadruppani et Maruzzia Loria
- Les Ailes du sphinx, Fleuve noir, 2010 ((it) Le ali della sfinge, Sellerio, 2006), trad. Serge Quadruppani
- La Piste de sable, Fleuve noir, 2011 ((it) La pista di sabia, Sellerio, 2007), trad. Serge Quadruppani
- Le Champ du potier, Fleuve noir, 2012 ((it) Il campo del vasaio, Sellerio, 2008), trad. Serge Quadruppani
- L'Âge du doute, Fleuve noir, 2013 ((it) L'età del dubbio, Sellerio, 2008), trad. Serge Quadruppani
- (it) Racconti di Montalbano, Oscar Mondadori, 2008Une seule nouvelle inédite
- La Danse de la mouette, Fleuve noir, 2009 ((it) La danza del gabbiano, Sellerio, 2009), trad. Serge Quadruppani
- La Chasse au trésor, Fleuve noir, 2015 ((it) La caccia al tesoro, Sellerio, 2010), trad. Serge Quadruppani
- Meurtre aux poissons rouges, Fleuve noir, 2011 ((it) Acqua in bocca, Minimum fax, 2010), trad. Serge QuadruppaniÉcrit avec Carlo Lucarelli.
- Le Sourire d'Angelica, Fleuve noir, 2015 ((it) Il sorriso di Angelica, Sellerio, 2010), trad. Serge Quadruppani
- Jeu de miroirs, Fleuve noir, 2016 ((it) Il gioco degli specchi, Sellerio, 2011), trad. Serge Quadruppani
- Une lame de lumière, Fleuve noir, 2016 ((it) Una lama di luce, Sellerio, 2012), trad. Serge Quadruppani
- Une voix dans l'ombre, Fleuve noir, 2017 ((it) Una voce di notte, Sellerio, 2012), trad. Serge Quadruppani
- Nid de vipères, Fleuve noir, 2018 ((it) Un covo di vipere, Sellerio, 2013), trad. Serge Quadruppani
- La Pyramide de boue, Fleuve noir, 2019 ((it) La piramide di fango, Sellerio, 2014), trad. Serge Quadruppani
- Mort en pleine mer et autres enquêtes de Montalbano, Fleuve noir, 2021 ((it) Morte in mare aperto e altre indagini del giovane Montalbano, Sellerio, 2014), recueil de nouvelles, trad. Serge Quadruppani
- Le Manège des erreurs, Fleuve noir, 2020 ((it) La giostra degli scambi, Sellerio, 2015), trad. Serge Quadruppani
- L'autre bout du fil, Fleuve noir, 2021 ((it) L'altro capo del filo, Sellerio, 2016), trad. Serge Quadruppani
- Le Filet de protection, Fleuve noir, 2023 ((it) La rete di protezione, Sellerio, 2017), trad. Serge Quadruppani
- La Méthode sicilienne, Fleuve noir, 2024 ((it) Il metodo Catalanotti, Sellerio, 2018), trad. Serge Quadruppani
- Le Cuisinier de l'Alcyon, Fleuve noir, 2022 ((it) Il cuoco dell'Alcyon, Sellerio, 2019), trad. Serge Quadruppani
- Riccardino, Fleuve noir, 2025 ((it) Riccardino, Sellerio, 2020), trad. Serge Quadruppani
- (it) La coscienza di Montalbano, Sellerio, 2022

## Séries télévisées
Une première série télévisée, intitulée Commissaire Montalbano (Il commissario Montalbano), où le rôle titre est joué par Luca Zingaretti et qui adapte principalement les romans de Camilleri, est diffusée sur la RAI à partir de 1999. En outre, à partir de 2012, une seconde série, intitulée Montalbano, premières enquêtes (Il giovane Montalbano), au scénario de laquelle collabore Camilleri lui-même, situe l'action environ vingt ans plus tôt afin de narrer les enquêtes du jeune Montalbano incarné par l'acteur Michele Riondino.

## Montalbano et la gastronomie
Le commissaire a peu d'attraits vers une cuisine sophistiquée ou exotique. Ses goûts le portent vers des plats simples et typiques de la Sicile, comme :
- les arancini ;
- la pasta 'ncasciata ;
- les plats de poisson comme le rouget ou de fruits de mer.

La plupart des récits mettant en scène Montalbano comportent une ode au bien-manger et en particulier à la cuisine sicilienne.

## Parodie
- Montalbano a été parodié par Disney. Dans une bande dessinée, rebaptisé Salvo Topalbano, il aide Mickey Mouse à retrouver Minnie enlevée par des criminels[2].